# Titilupe (яхта)
Titilupe — малая моторная королевская яхта королевской семьи Тонга, входит в состав военно-морских сил Тонга.

## История
При королеве Салоте Тупоу III функции королевской яхты выполняла двухмачтовая 108-тонная шхуна «Hifofua» которая была продана на Фиджи в начале 70-х годов после смерти королевы.
В конце 1980-х годов король Тауфа'ахау Тупоу IV купил 36-футовую яхту Grand Banks 36 interior. В честь принцессы Пилолеву, он был назван «Titilupe».

## Конструкция
Яхта представляет собой катер с металлическим корпусом, надстройки из стеклопластика. Килеватость днища невелика, поэтому при встречной волне корпус подвержен качке, по этому используется только в прибрежных водах. Несмотря на малые размеры может имеет экипаж до 4 человек (капитана, рулевого, моториста и стюарда).

Он оборудован носовой изолированной 2-местной каютой, также изолированной кают-компанией с обеденным уголком, трансформируемым в два дополнительные спальные места. Базовый двигатель — дизель CATERPILLAR.

Яхта окрашена в белый цвет, с синими полосами в верхних частях корпуса и надстройки.

## Использование
Использовался бывшим королём в основном для рыбалки, с 2000-х годов из-за плохого самочувствия монарха, выходила в море только как гидрографическое судно ВМС. После смерти Тауфа'ахау Тупоу IV, изредка использовалась его сыном — Джордж Тупоу V. Современное состояние неизвестно, но на конец 2009 находилась в строю.